# 셰레메티예보 국제공항
셰레메티예보 국제공항(러시아어: Международный аэропорт Шереметьево IPA: [ʂerʲiˈmʲetʲjivə], 영어: Sheremetyevo International Airport IATA: SVO, ICAO: UUEE)은 러시아 모스크바 세베르니구에 위치한 국제공항이다. 모스크바 시내에서 북서쪽으로 29km 떨어져 있다. 이 공항은 러시아의 국제 항공사인 아에로플로트의 허브 공항이며, 도모데도보 국제공항, 브누코보 국제공항과 함께 모스크바를 수반하는 3개의 주요 공항 중 하나로 도모데도보 국제공항에 이어 러시아에서 큰 공항으로 2007년에 (2006년에 비교하여 10% 증가한) 1404만 명의 승객이 이 공항을 이용하였고 전년보다 5.6% 증가한 117,044 톤수의 화물을 처리하였다.

## 역사
셰레메티예보 국제공항은 1959년 8월 11일에 개항하였다. 1960년 6월 1일, 베를린(베를린 쇠네펠트 공항)으로 향하는 첫 국제선 항공편이 취항하였다. 1964년 9월 3일에 국내선용으로 쓰이는 셰레메티예보 1 터미널이 완공 되었고 1967년 9월 12일에 스톡홀름으로 향하는 첫 투폴레프 Tu-134 정기 여객편과 9월 15일에 몬트리올로 향하는 첫 일류신 Il-62 정기 여객편이 셰레메티예보에서 이륙하였다.
1980년 1월 1일, 모스크바 올림픽의 성공적인 개최를 위하여 1터미널보다 더 큰 셰레메티예보 2터미널이 완공되었고 이 터미널은 현재 국제선 터미널로 쓰이고 있다. 한편 러시아 내의 도시를 잇는 항공 편과 전세기 편은 1터미널에서 출발·도착한다. 두 터미널 사이를 직접 이어주는 별도의 물리적 연결 구조가 없기 때문에 같은 활주로를 이용하지만 본질적은 다른 공항인 셈인데 이는 서부 오스트레일리아의 퍼스 공항, 알래스카 앵커리지의 테드 스티븐스 앵커리지 국제공항, 필리핀 다바오 시의 다바오 국제공항 등의 예를 제외하고 세계적으로 찾아보기 힘든 구조로 알려져 있다.

## 교통 접근성
도심에서 공항까지의 어떤 곳에라도 접근하는데 짧게는 20분에서 길게는 2시간까지 소요된다. 공항을 연결하는 주요 도로인 레닌그라드 고속도로는 러시아워 때 지독한 교통 체증에 시달려 종종 이용객들이 항공편을 놓치는 일이 종종 발생한다. 또한 모스크바 시내에서 공항까지 택시를 타고 가면, $30~40 정도의 요금을 지불해야 한다. 그리고 완행 버스와 이보다는 빠른 미니버스(Marshrutka라고 불리는 고정 요금의 봉고버스)는 셰레메티예보와 비싼 편인 지하철 네트워크를 연결한다.
2004년 11월에는 사볼로프 역에서 롭냐 역을 잇는 급행 열차편이 편성되었다(총 25분 소요.). 그러나 공항으로부터 7km 정도 떨어져 있어, 잔여 구간은 버스나 택시를 이용해야 한다. 2008년 6월 10일에 B 터미널로 개칭될 예정인 2터미널 앞에 60,000 평방미터에 달하는 철도 역이 개장하였으며, 사볼로프 역까지 직통 선로가 놓여 있다. 셔틀 버스는 철도역과 1터미널, 새로운 C 터미널간을 연결하여 이용객의 편의를 도모하고 있다. 열차를 이용하기 위해서는 250 루블, 특실 서비스는 350루블이 들며, 35분 정도가 소요된다. 2008년 하반기에 벨라루시 역에서도 급행 열차가 운행하기 시작했다. 해당 열차는 러시아 철도공사의 자회사인 아에로 익스프레스에서 운영하고 있으며 2015년에 모스크바 새로운 중앙역이 생겨 주위 3 공항을 모두 연결할 예정이다.

## 공항 확장 공사
2000년대에 들어서, 셰레메티예보는 보다 새롭고 편안한 도모데도보 공항과의 경쟁에 직면하게 되었다. 2003년부터 도모데도보 공항의 국제선 취항이 허용된 후 스카이팀 이외의 동맹 항공사들인 루프트한자, 영국항공, 이베리아 항공, 일본항공, 브뤼셀 항공, 오스트리아 항공, 스위스 국제항공 등의 대형 항공사들이 셰레메티예보 국제공항에서 도모데도보 공항으로 이전했기 때문에 셰레메티예보는 국제공항의 경쟁력 강화를 위하여 공항의 재건축 및 확장 공사를 추진하게 되었다.
최근에 개장한 C 터미널은 공사비만 8,770만 미국 달러가 지출되었으며, 1 터미널의 측면에 지어져 있다. 또한 이 터미널은 오렌지색을 주된 색으로 하는 셰레메티예보 채색 계획에 따라 칠해졌다. 한편 C 터미널은 최대 연간 5백만명을 처리할 수 있으며 면적은 40,000미터에 달한다. 기존의 1터미널은 현재 거의 국내선을 담당하고 있지만, 추후에는 비즈니스 젯의 출도착장으로 용도가 변경될 것이다.
2터미널은 현재 내부 디자인 변경 등을 포함하는 리모델링 작업을 진행 중이나, 주된 재건축 사업은 이미 2월 10일 공사에 돌입하여 2009년 중반에 완공하여 A 터미널과 기존 2터미널을 잇는 것을 목표로 하고 있으며 새로운 이 터미널은 2A 터미널로 명칭이 정해졌다. 공사비용에 3억 1000만 달러가 드는 재건축 사업은 터미널의 수용량을 연간 800만에서 1800만명 정도로 늘릴 것이며, A380기를 수용할 수 있게 될 것이다. 한편 2개의 새로운 회랑은 보다 많은 항공기와 승객을 수용할 것이고, 그 중 하나가 A 터미널과 연결될 것이다. 이 사업을 통하여 모든 터미널이 확장되며, 기존보다 승객이 더 편리하고 편안하도록 재설계되었다. 새로운 상점과 식당은 물론 VIP 라운지도 이 과정에서 새로이 추가 된다. 주기장도 함께 증축되어 보다 많은 항공기를 수용케 할 것이며, 터미널 앞에 승객용 주차장을 설치하여 늘어나는 차량 주차 수요에 대응할 것이다. 또한 각종 기업, 사무소와 다른 기반 시설을 위한 새로운 국제 업무 센터도 건설 중에 있다. 두 개의 활주로도 또한 확장 및 재포장중하고 있으며 모스크바 주정부에서는 제3활주로를 위한 부지를 미리 매입하여 추후 확장 공사에 대비하고 있다.
향후 일본항공이 도모데도보 공항에서 철수하고 셰레메티예보 국제공항에 재취항하게 되면, 아에로플로트와의 공동 운항과 더불어 블라디보스토크 국제공항의 신규 취항을 대비하기 위한 포석으로 드러난다는 의견도 있다.

## 운항 노선

### 국제선
- 2022년, 러시아의 우크라이나 침공에 따라 대부분의 국제선은 운항이 무기한 중단된 상태이다.[4]

| 항공사                 | 목적지 |
| ---------------------- | --- |
| 아에로플로트           | 광저우, 고아, 델리, 두바이, 마헤, 말레, 민스크, 바쿠, 방콕(수완나품), 베오그라드, 베이징(수도), 비슈케크, 샤름엘셰이크, 아바나, 아부다비 - (2023년 10월 29일 재취항), 안탈리아, 예레반, 오시, 이스탄불(아르나부코이), 카이로, 콜롬보, 테헤란(이맘 호메이니), 푸켓, 후르가다 |
| 노드윈드 항공          | 테헤란(이맘 호메이니) 계절편: 안탈리아, 폴라마르 |
| 레드윙스 항공          | 전세편: 샤름엘셰이크, 안탈리아, 후르가다 |
| 아주르 항공            | 전세편: 안탈리아 |
| 중국국제항공           | 베이징(수도) |
| 중국남방항공           | 베이징(다싱), 광저우, 선전 |
| 중국동방항공           | 베이징(다싱), 상하이(푸둥), 시안 |
| 베이징 캐피탈 항공     | 칭다오, 항저우 |
| 쓰촨 항공              | 청두(톈푸) |
| 톈진 항공              | 충칭 |
| 하이난 항공            | 베이징(수도) |
| 참 윙스 항공           | 다마스쿠스 |
| 에티하드 항공          | 아부다비 |
| 아리아나 아프간 항공   | 카불, 마자르이샤리프 |
| 오만 항공              | 무스카트 |
| 마한 항공              | 테헤란(이맘 호메이니) |
| 카타르 항공            | 도하 |
| 아르메니안 항공        | 예레반 |
| 에어컴퍼니 아르메니아  | 예레반 |
| SCAT 항공              | 아스타나, 알마티 |
| 에어 알제리            | 알제 |
| 알마시라 유니버셜 항공 | 전세편: 샤름엘셰이크, 후르가다 |
| 벨라비아 항공          | 민스크 |
| 에어 세르비아          | 베오그라드 |

### 국내선
| 항공사          | 목적지 |
| --------------- | --- |
| 아에로플로트    | 그로즈니, 날치크, 노보시비르스크, 노보쿠즈네츠크, 노비우렌고이, 니즈네바르톱스크, 니즈네캄스크, 니즈니노브고로드, 로스토프나도누, 마가스, 마그니토고르스크, 마하치칼라, 무르만스크, 미네랄니예보디, 바르나울, 벨그로드, 블라디보스토크, 블라디캅카스, 보가쇼보, 볼고그라드, 보로네시, 사라토브, 사마라, 사란스크, 상트페테르부르크, 소치, 수르구트, 스타브로폴, 식팁카르, 심페로볼, 아바칸, 아나파, 아르한겔스크, 아르스트한, 야쿠츠크, 예카테린부르크, 오렌부르크, 옴스크, 우파, 울리야놉스크, 유즈노사할린스크, 이르쿠츠크, 이젭스크, 첼랴벤스크, 카잔, 칼리닌그라드, 케메로보, 크라노스다르, 크라노스야르스크, 튜멘, 페름, 페트로파블롭스크캄차즈키, 하바롭스크, 한티만시스크 |
| 노드윈드 항공   | 그로즈니, 나망간, 날치크, 노보시비르스크, 마하치칼라, 미네랄니예보디, 브라츠크, 베슬란, 사마라, 상트페테르부르크, 소치, 식팁카르, 심페로폴, 아나파, 야쿠츠크, 오렌부르크, 옴스크, 우파, 울리야놉스크, 블라고베셴스크, 예카테린부르크, 카잔, 크라스노다르, 크라스노야르스크, 튜멘, 페름, 체복사리, 첼랴빈스크, 치타, 하바롭스크 |
| 세버스탈        | 아파티티, 체레포베츠 |
| 우랄 항공       | 심페로볼, 예카테린부르크, 소치 |
| 페가수스 플라이 | 니즈네바르톱스크, 니즈네캄스크, 로스토프나도누, 마그니토고르스크, 미네랄니예보디, 바르나불, 보로네시, 볼고그라드, 사마라, 사라토브, 상트페테르부르크, 오렌부르크, 오르스크, 예카테린부르크, 카잔, 케메로보, 야로슬라블, 첼랴빈스크, 페름 |

## 사진

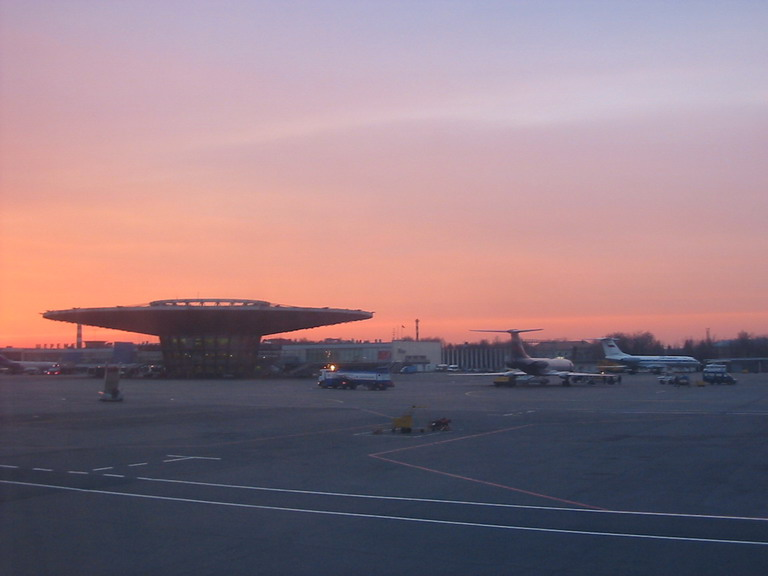
국내선용 셰레메티예보 1 터미널
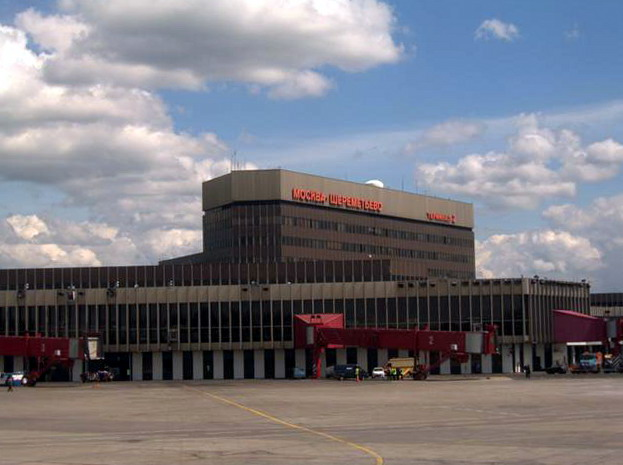
셰레메티예보 2 터미널
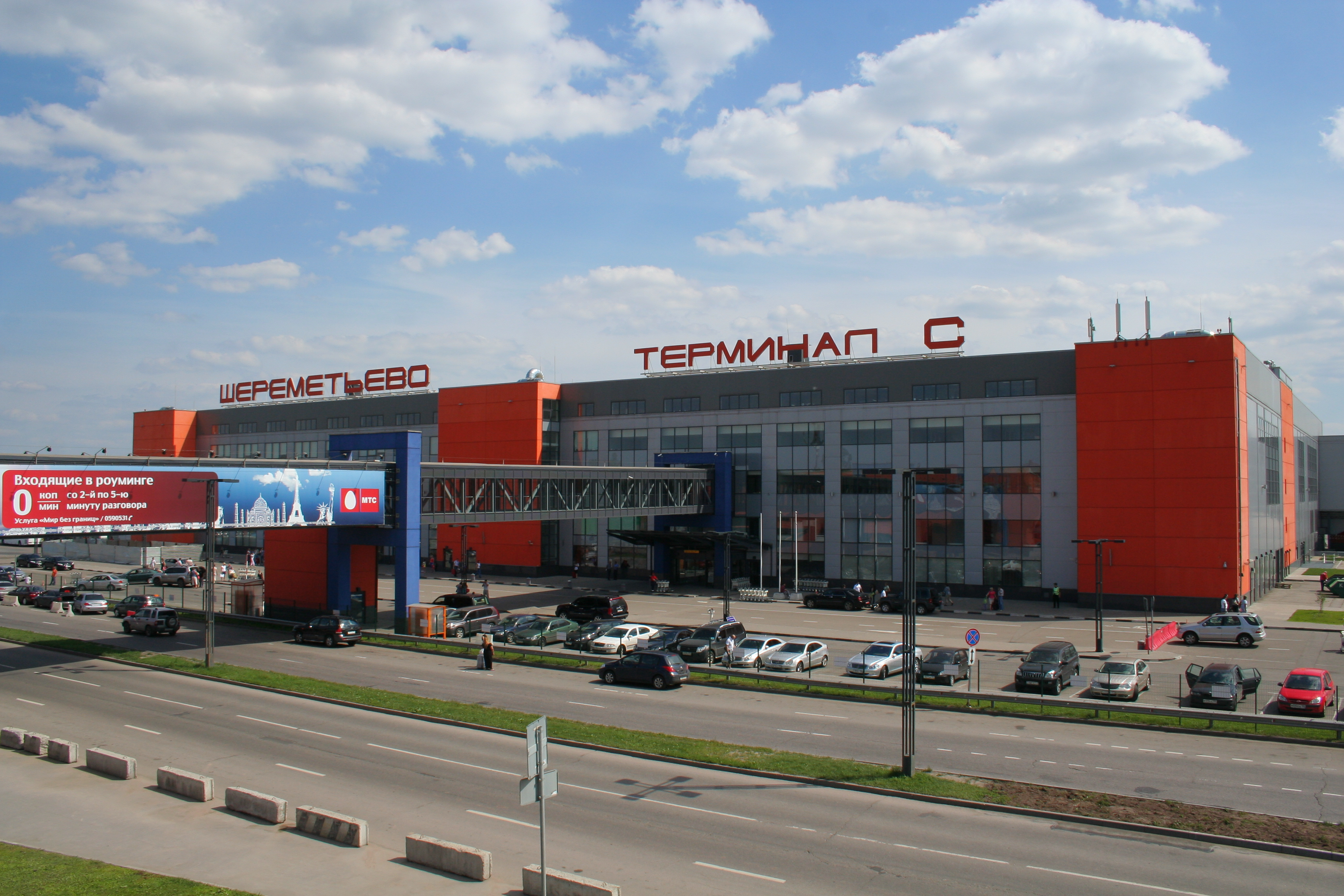
셰레메티예보 C 터미널
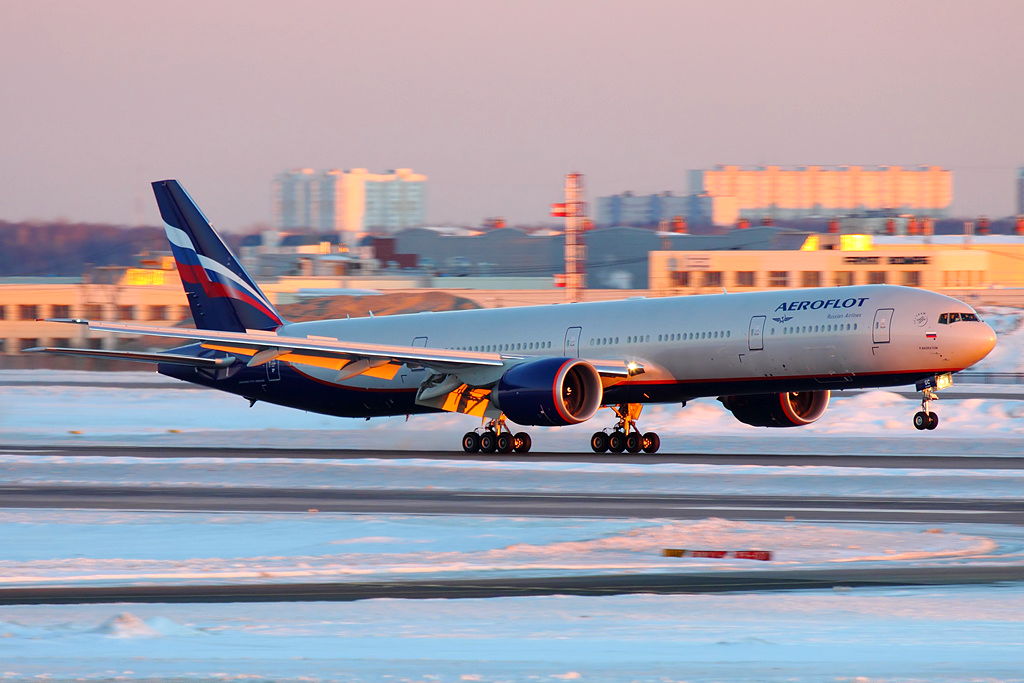
세레메티예보 공항에서 이륙하고 있는 아에로플로트

## 통계
| 년도     | 1990 | 2008 | 2009 | 2010 | 2011 | 2012  |
| 여객(수) | 11   | 15,1 | 14,6 | 19,3 | 22,6 | 26,19 |

## 사건 및 사고
- 1972년 11월 27일 : 일본항공 446편이 셰레메티예보 공항을 출발하여 도쿄 국제공항으로 향하여 상승하던 도중 추락하였다. 승무원 14명 중 9명과 승객 62명 중 52명이 사망하여 총 76명중 61명이 숨졌다.[12]
- 1982년 7월 6일 : 아에로플로트 411편이 이륙 도중 추락, 탑승 중이던 90명 전원이 사망하였다.[13]
- 2014년 6월 3일 아에로플로트 소속 RA-96010 기체에서 조종석에서 화재가 발생해 기내로 번지면서 기체가 전소되었지만, 다행히도 인명피해는 없었다.
- 2019년 5월 5일 : 아에로플로트 1492편 여객기(기종은 수호이 슈퍼제트 100)가 엔진 화재로 비상 착륙을 시도하다가 활주로에서 엔진이 폭발, 41명이 숨지고 37명이 다쳤다.

## 대중문화 속의 셰레메티예보
- 1997년 상영된 영화 《에어 포스 원》에서, 미국 대통령은 그의 전용기를 타고 이 곳에서 이륙하나, 이륙한 직후 러시아 테러리스트에게 공중납치(hijacking)된다.